# Tư Mã Mậu Anh
Tư Mã Mậu Anh (chữ Hán: 司馬茂英, 393? – 439) là Hải Diêm công chúa (海鹽公主) của nhà Tấn, và là hoàng hậu của nhà Lưu Tống Thiếu Đế Lưu Nghĩa Phù trong lịch sử Trung Quốc.

## Tiểu sử
Tư Mã Mậu Anh là công chúa của Tấn Cung Đế và hoàng hậu Trữ Linh Viên. Tư Mã Mậu Anh được phong làm Hải Diêm công chúa (海鹽公主) dưới triều đại ngắn ngủi của phụ hoàng (419-420). Đến năm 419, sau khi đại tướng Lưu Dụ trở thành Tống vương, Lưu Nghĩa Phù được ban một tước hiệu vinh dự đặc biệt là Tống vương Thái tử. Cũng trong khoảng thời gian này, Tư Mã Mậu Anh đã kết hôn với Lưu Nghĩa Phù, trở thành Tống vương Thái tử phi.
Năm 420, Lưu Dụ soán ngôi cha bà (Tấn Cung Đế), kết thúc nhà Tấn, lập ra nhà Lưu Tống và trở thành Lưu Tống Vũ Đế. Lưu Nghĩa Phù trở thành hoàng thái tử. Tư Mã Mậu Anh trở thành Thái tử phi của Lưu Tống.

## Hoàng hậu ngắn ngủi
Năm 422, Vũ Đế lâm bệnh và băng hà sau đó, Hoàng thái tử Lưu Nghĩa Phù lên ngôi và trở thành Lưu Tống Thiếu Đế. Sắc phong thái tử phi làm hoàng hậu.
Năm 424, cho rằng ông không đủ thích hợp để quản lý đất nước, các đại thần lấy danh của Trương Thái hậu để bố cáo về lỗi của Thiếu Đế và giáng xuống làm Doanh Dương vương, trao ngai vàng cho Nghi Đô vương Lưu Nghĩa Long. Tư Mã hoàng hậu bị giáng xuống làm Doanh Dương vương phi. Lưu Nghĩa Phù bị đày đến Ngô quận (吳郡, nay gần tương ứng với Tô Châu, Giang Tô) và bị đặt dưới sự canh gác nghiêm ngặt. Một tháng sau đó, cựu hoàng đế bị giết.
Năm 432, Lưu Tống Văn Đế cho người cháu là Lưu Lang (劉郎) (con trai của người anh em là Giang Hạ Văn Hiến vương Lưu Nghĩa Cung (劉義恭) nhập tự vào dòng dõi Lưu Nghĩa Phù như con nuôi và phong Lưu Lang làm Nam Phong vương. Tư Mã Mậu Anh trở thành Nam Phong vương thái phi. Bà qua đời năm 439.